# Maillot noir
Le maillot noir est un maillot distinctif de couleur noire porté par le coureur occupant la dernière place du classement général du Tour d'Italie entre 1946 et 1951. Il est encore utilisé pour récompenser le leader d'un classement au cours de certaines compétitions par étapes de cyclisme sur route, comme au Tour Down Under (meilleur jeune).

## Histoire
Le maillot noir était décerné symboliquement lors du Tour d'Italie au dernier coureur à terminer la course, entre 1946 et 1951.
Le choix du noir s'explique par le souvenir laissé par Giuseppe Ticozzelli, footballeur et participant en tant qu'indépendant à l'édition 1926 : il marque les esprits par son courage et son maillot noir qui est celui de son club de football d'alors, le FC Casale.
Les organisateurs instaurent en 1946 le maillot distinctif noir, associé à un prix et à des primes, pour le dernier du classement. Devenu très populaire, le maillot noir se voit aussi offrir de nombreux cadeaux aux arrivées (charcuterie, huile d'olive, mobilier, batteries de cuisine, voire argent liquide).
Cet enjeu suscite une réelle bataille, qui nécessite de jongler avec le temps pour rester dans les délais. Elle donne notamment lieu au duel entre Sante Carollo et Luigi Malabrocca, qui tentent de perdre le plus de temps possible en se cachant dans les bars, les granges, ou en perçant leurs propres roues. En 1948, ce prix est décerné à Aldo Bini. Selon certains journalistes et les fans de l'époque de la course, le coureur voulait finir la course, malgré sa main droite cassée et malgré les difficultés, surtout dans les étapes de montagne où il descendait du vélo pour le pousser jusqu'au sommet. Les coureurs visant le maillot noir devaient en plus de ne pas être découverts par l'adversaire, arriver dans les délais, pour éviter l'élimination.
Le maillot noir est supprimé après l'édition 1951, les coureurs estimant que les pratiques associées nuisent à leur image. Il est réintroduit à titre exceptionnel à la toute fin de l'édition 1967, pour les 50 ans du Giro.
Le terme Maglia nera fut utilisé plus tard dans d'autres contextes pour nommer notamment le dernier club d'une ligue, ce qui lui donne souvent une connotation négative.
En 2008, un dossard noir a été introduit, remporté par Markus Eichler de l'équipe Milram.

## Palmarès
| Année | Coureur            | Équipe         | Temps             | Autres maillots |
| ----- | ------------------ | -------------- | ----------------- | --------------- |
| 1946  | Luigi Malabrocca   | Milan-Gazzetta | 69 h 41 min 54 s  | -               |
| 1947  | Luigi Malabrocca   | Welter         | 121 h 47 min 27 s | -               |
| 1948  | Aldo Bini          | Benotto        | 128 h 59 min 43 s | -               |
| 1949  | Sante Carollo      | Wilier         | 135 h 22 min 57 s | -               |
| 1950  | Mario Gestri       | Bartali        | 122 h 28 min 37 s | -               |
| 1951  | Giovanni Pinarello | Bottecchia     | 124 h 37 min 48 s | -               |

## Le maillot noir sur les autres courses
Le maillot noir est attribué au jeune de moins de 25 ans le mieux classé du Tour Down Under, course australienne, depuis 2010.